# Soral
Soral – gmina (fr. commune; niem. Gemeinde) w Szwajcarii, w kantonie Genewa.

## Demografia
W Soral mieszka 976 osób. W 2020 roku 18,2% populacji gminy stanowiły osoby urodzone poza Szwajcarią.